# Крейг Джонсон (хокеїст, 1972)
Крейг Джонсон (англ. Craig Johnson, нар. 8 березня 1972, Сент-Пол) — американський хокеїст, що грав на позиції крайнього нападника. Грав за збірну команду США.

## Ігрова кар'єра
Джонсон три роки грав у середній школі Гілл-Мюрей (м. Мейплвуд, штат Міннесота), де став помітним гравцем. Завдяки цьому 1990 року Джонсон потрапив до драфту НХЛ і був відібраний командою «Сент-Луїс Блюз».
Протягом 1990—1993 років навчався в Університеті Міннесоти, де грав за місцеву команду в лігі НСАА (Національна колегіальна атлетична асоціація США). У НСАА Джонсон зіграв 120 ігор, забив 54 голи та здійснив 81 успішну передачу.
1994 року гравець у складі збірної США взяв участь у Зимових Олімпійських іграх (м. Ліллегаммер, Норвегія). Американська команда зайняла восьме місце. Тоді ж розпочав професійну кар'єру.
Сезону 1994-95 років «Сент-Луїс Блюз» перевела Крейга до свого фарм-клубу «Пеорія Рівермен», яка грала в Міжнародній хокейній лігі (ІХЛ). Тоді ж йому дозволили зіграти 15 матчів у НХЛ (за самих блюзменів Сент-Луїса).
У 1995-96 роках нападник «Сент-Луїс Блюз» здійснив прорив, зігравши в НХЛ 49 ігор і здобувши 15 очок (8 голів, 7 результативних передач).
Також того сезону Джонсону випала можливість зіграти за «Ворчестер АйсКетс» у Американській хокейній лігі (АХЛ).
Найкращі результати Джонсон показав, граючи за «Лос-Анджелес Кінгс» з 1995 до 2003 року (429 ігор, 62 голи, 79 пасів).
Потім грав за «Анагайм Дакс», «Торонто Мейпл Ліфс», «Вашингтон Кепіталс» (сезон 2003-04), але без вражаючих результатів. Усього в НХЛ Джонсон зіграв 557 матчів, забив 75 голів, провів 98 ефективних передач.
2004-05 років Крейг виступив за «Гамбург Фрізерс» (Німецька хокейна ліга ДЕЛ) з 19 голами та 25 гольовими пасами при 42 матчах. Але через травму він не зумів розвинути свій успіх у плей-оф.
Незважаючи на вразливість до травм, Джонсон погодився на контракт з «ДЕҐ Метро Старс» (Дюссельдорф) на два сезони (2005-06 і 2006-07). Першого ж сезону, хокеїста було травмовано, через що Крейг зробив паузу на кілька тижнів. Утім він зіграв 25 ігор з 11 голами, виручивши свою команду в плей-офф. Наступного сезону було 50 матчів (19 голів).
Сезон 2007-08 став останнім. Джонсон зіграв у Австрійській хокейній лігі (ЕБЕЛ) 23 гри за «Зальцбург». Результат посередній: 3 голи, 6 пасів, 9 очок. Однак команда завоювала першість країни, тому Крейг завершив ігрову кар'єру австрійським чемпіоном.

## Кар'єра тренера
- Тренер в «Онтаріо Рейн» (2010–11).
- Головний тренер у «Школі св. Маргарити» (2015–17).
- Помічник тренера збірної США (2015–16)[2].

## Статистика
Джерело:

### Клубні виступи
| Сезон   | Клуб                           | Ліга        | Регулярний сезон | Регулярний сезон | Регулярний сезон | Регулярний сезон | Регулярний сезон | Плей-оф | Плей-оф | Плей-оф | Плей-оф | Плей-оф |
| Сезон   | Клуб                           | Ліга        | І                | Г                | П                | О                | ШХ               | І       | Г       | П       | О       | ШХ      |
| ------- | ------------------------------ | ----------- | ---------------- | ---------------- | ---------------- | ---------------- | ---------------- | ------- | ------- | ------- | ------- | ------- |
| 1987–88 | «Гілл-Мюрей Скул»              | ЮСХС        | 28               | 14               | 20               | 34               | 4                | —       | —       | —       | —       | —       |
| 1988–89 | «Гілл-Мюрей Скул»              | ЮСХС        | 24               | 22               | 30               | 52               | 10               | —       | —       | —       | —       | —       |
| 1989–90 | «Гілл-Мюрей Скул»              | ЮСХС        | 23               | 15               | 36               | 51               | 0                | —       | —       | —       | —       | —       |
| 1990–91 | Команда Університету Міннесоти | НСАА (ВСХА) | 33               | 13               | 18               | 31               | 34               | —       | —       | —       | —       | —       |
| 1991–92 | Команда Університету Міннесоти | НСАА (ВСХА) | 44               | 19               | 39               | 58               | 70               | —       | —       | —       | —       | —       |
| 1992–93 | Команда Університету Міннесоти | НСАА (ВСХА) | 42               | 22               | 24               | 46               | 68               | —       | —       | —       | —       | —       |
| 1992–93 | «Джексонвілл Булітс»           | СХЛ         | 23               | 2                | 9                | 11               | 38               | —       | —       | —       | —       | —       |
| 1994–95 | «Пеорія Рівермен»              | ІХЛ         | 16               | 2                | 6                | 8                | 25               | 9       | 0       | 4       | 4       | 10      |
| 1994–95 | «Сент-Луїс Блюз»               | НХЛ         | 15               | 3                | 3                | 6                | 6                | 1       | 0       | 0       | 0       | 2       |
| 1995–96 | «Ворчестер АйсКетс»            | АХЛ         | 5                | 3                | 0                | 3                | 2                | —       | —       | —       | —       | —       |
| 1995–96 | «Сент-Луїс Блюз»               | НХЛ         | 49               | 8                | 7                | 15               | 30               | —       | —       | —       | —       | —       |
| 1995–96 | «Лос-Анджелес Кінгс»           | НХЛ         | 11               | 5                | 4                | 9                | 6                | —       | —       | —       | —       | —       |
| 1996–97 | «Лос-Анджелес Кінгс»           | НХЛ         | 31               | 4                | 3                | 7                | 26               | —       | —       | —       | —       | —       |
| 1997–98 | «Лос-Анджелес Кінгс»           | НХЛ         | 74               | 17               | 21               | 38               | 42               | 4       | 1       | 0       | 1       | 4       |
| 1998–99 | «Лос-Анджелес Кінгс»           | НХЛ         | 69               | 7                | 12               | 19               | 32               | —       | —       | —       | —       | —       |
| 1999–00 | «Лос-Анджелес Кінгс»           | НХЛ         | 76               | 9                | 14               | 23               | 28               | 4       | 1       | 0       | 1       | 2       |
| 2000–01 | «Лос-Анджелес Кінгс»           | НХЛ         | 26               | 4                | 5                | 9                | 16               | —       | —       | —       | —       | —       |
| 2001–02 | «Лос-Анджелес Кінгс»           | НХЛ         | 72               | 13               | 14               | 27               | 24               | 7       | 1       | 2       | 3       | 2       |
| 2002–03 | «Лос-Анджелес Кінгс»           | НХЛ         | 70               | 3                | 6                | 9                | 22               | —       | —       | —       | —       | —       |
| 2003–04 | «Анагайм Дакс»                 | НХЛ         | 39               | 1                | 2                | 3                | 14               | —       | —       | —       | —       | —       |
| 2003–04 | «Торонто Мейпл Ліфс»           | НХЛ         | 10               | 1                | 1                | 2                | 6                | —       | —       | —       | —       | —       |
| 2003–04 | «Вашингтон Кепіталс»           | НХЛ         | 15               | 0                | 6                | 6                | 8                | —       | —       | —       | —       | —       |
| 2004–05 | «Гамбург Фрізерс»              | ДЕЛ         | 42               | 19               | 25               | 44               | 56               | —       | —       | —       | —       | —       |
| 2005–06 | «ДЕҐ Метро Старс»              | ДЕЛ         | 25               | 11               | 2                | 13               | 48               | 13      | 8       | 5       | 13      | 40      |
| 2006–07 | «ДЕҐ Метро Старс»              | ДЕЛ         | 50               | 19               | 19               | 38               | 83               | 9       | 3       | 2       | 5       | 20      |
| 2007–08 | «Зальцбург»                    | ЕБЕЛ        | 23               | 3                | 6                | 9                | 3                | 15      | 2       | 5       | 7       | 32      |

### Збірна
| Рік                | Команда            | Турнір             | Місце              | І  | Г | П  | О  | ШХ |
| ------------------ | ------------------ | ------------------ | ------------------ | -- | - | -- | -- | -- |
| 1991               | США (U20)          | ЧС (U20)           | 4-е                | 2  | 0 | 2  | 2  | 0  |
| 1993               | США                | ЧС                 | 6-е                | 6  | 1 | 1  | 2  | 4  |
| 1994               | США                | Зимова Олімпіада   | 8-е                | 8  | 0 | 4  | 4  | 4  |
| 1996               | США                | ЧС                 | 3                  | 6  | 1 | 1  | 2  | 2  |
| 1999               | США                | ЧС                 | 6-е                | 6  | 0 | 3  | 3  | 0  |
| 2003               | США                | ЧС                 | 13-е               | 6  | 2 | 2  | 4  | 8  |
| Національна збірна | Національна збірна | Національна збірна | Національна збірна | 34 | 4 | 13 | 17 | 18 |

### Відзнаки
| Сезон   | Нагорода         | Ліга        |
| ------- | ---------------- | ----------- |
| 1990-91 | Новобранець року | НСАА (ВСХА) |
| 1992-93 | Чемпіон          | НСАА (ВСХА) |
| 1995-96 | 3                | ЧС          |
| 2004-05 | All-Star Game    | ДЕЛ         |
| 2007-08 | Чемпіон Австрії  | ЕБЕЛ        |